# Magdalena Bendzisławska
Magdalena Bendzisławska var en polsk kirurg. Hon har kallats för Polens första kvinnliga kirurg. 
Hon var gift med Walenty Bendzisławski, en fältskär vid silvergruvan i Wieliczka. Hon lärde sig yrket av sin make och assisterade honom. Efter hans död fick hon tillstånd att utöva hans yrke på grundval av ett kungligt diplom utfärdat av August II den Starke den 6 oktober 1697, och var sedan anställd som läkare vid gruvan. Även om seden att en änka kunde få fortsätta sin makes yrke var vanlig under denna tid, är hon det enda exempel på en kvinna som fått ärva en läkartjänst, även om hennes titel var fältskär. 
2011 instiftades en medalj med hennes namn, som tilldelas meriterande kirurger. Den 25 maj 2012 avtäcktes en minnestavla till minne av Bendzisławska i saltgruvan i Wieliczka. Hon blev 2021 föremål för en bokserie. 